# Виуэла
Виуэ́ла (исп. vihuela) — струнный щипковый инструмент семейства виол, распространённый в Испании в XV—XVI веках. Первоначально на виуэле играли и смычком (vihuela de arco), с XVI века только щипком (vihuela de mano). Виуэла XVI века по форме похожа на гитару, а по настройке (шесть двойных струн, первая струна могла быть одинарной) близка лютне. В XVII веке виуэла была вытеснена барочной гитарой.

## История
В XV—XVI веках виуэла была весьма популярна в аристократической среде. Сохранившийся виуэльный репертуар, хотя и не столь обширный, как лютневый, обладает, тем не менее, высокими художественными достоинствами.
Сохранившиеся произведения для этого инструмента были изданы в Испании в период с 1536 по 1576 год. Известные композиторы-виуэлисты: Луис де Милан, Луис де Нарваэс, Алонсо Мударра, Энрике де Вальдеррабано, Диего Писадор, Мигель де Фуэнльяна и др. Основа виуэльного репертуара — табулатурные переложения (интабуляции) вокальных произведений, фантазии (часто в достаточно свободной, «импровизационной» форме), танцы, романески, песни и вариационные обработки популярных мелодий. Например, сборник (и первая школа игры на виуэле) «Учитель» Луиса де Милана (1536) содержит 40 фантазий, 4 тьентос, 6 паван, 12 (вокальных) вильянсико на испанском и португальском языках, 4 романса на испанском и 6 сонетов на итальянском.
Виуэла использовалась как сольный и ансамблевый инструмент (например, в сборнике Энрике де Вальдеррабано «Лес сирен» есть пьесы для виуэльного дуэта), а также для аккомпанемента пению.

## Особенности
В зависимости от конкретных задач использовались виуэлы различных размеров и, соответственно, тесситур. Из них самая употребительная виуэла в соль (первая струна настраивалась в ноту соль первой октавы). Строй: 2-я струна на кварту ниже, чем 1-я; 3-я — на кварту ниже, чем 2-я; 4-я — на большую терцию ниже, чем 3-я; 5-я — на кварту ниже чем 4-я; 6-я — на кварту ниже, чем 5-я.
В отличие от современной классической гитары, виуэла — инструмент очень лёгкий и небольшой (тонкие деки, всего несколько перпендикулярных грифу пружин, деревянные колки). Толщина и степень натяжения струн значительно меньше современных и рассчитывается в зависимости от мензуры инструмента и используемого материала. Струны (хоры) двойные, настраиваются в унисон. Лады на грифе жильные (за исключением нескольких последних, они деревянные или из кости) и завязывает их музыкант, а не мастер. Колки деревянные и держат струну за счёт силы трения. Гриф находится на одном уровне с верхней декой. Струны на подставке крепятся обычным узлом и на нем держатся (нижний порожек отсутствует).
Основной способ игры на виуэле одноголосных мелодических линий — имитация игры плектром с помощью большого и указательного пальцев. При появлении новых голосов и аккордов подключались средний и безымянный.
В настоящее время распространена практика исполнения произведений для виуэлы на современной гитаре. Однако эти инструменты различаются по своим звуковым характеристиками. Кроме того, более сильное натяжение струн на гитаре осложняет использование виуэльной техники игры и затрудняет исполнение многих пьес.

## Виуэла сегодня
Сохранились три образца средневековых виуэл:
- Guadalupe в парижском Музее Жакмар-Андре
- Chambure в парижском Музыкограде
- безымянный инструмент, хранящийся в Iglesia de la Compañia de Jesús de Quito (исп. Кито, Эквадор)

Одним из лучших современных мастеров, изготавливающих виуэлы, является проживающий в настоящее время в Лондоне россиянин Александр Батов. Среди других российских мастеров — Антон Хорин и Михаил Федченко (Санкт-Петербург).
Ансамбль старинной музыки «Мадригал», и в особенности его солистка Анна Тончева, активно способствуют развитию аутентичного исполнения виуэльной музыки.